# Kulturgüterstreit zwischen Zürich und St. Gallen

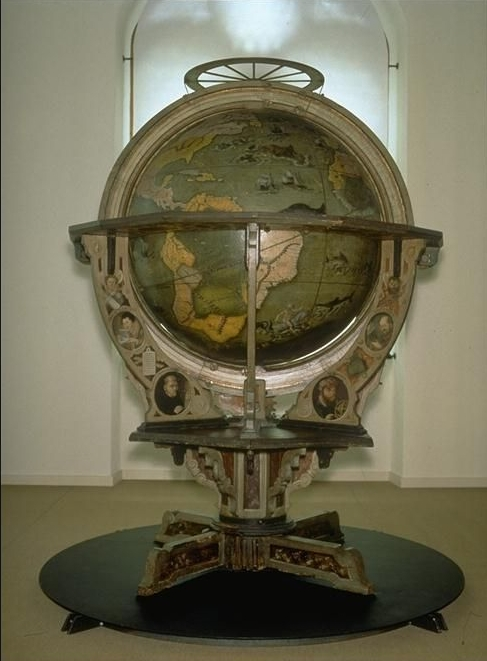
Im Fokus des Streits: Der St. Galler Globus im Schweizerischen Landesmuseum

Der sogenannte Kulturgüterstreit zwischen den Kantonen Zürich und St. Gallen hatte seine Ursache im Toggenburgerkrieg (12. April bis 17. August 1712) und wurde am 27. April 2006 beigelegt.
Im Verlauf des Zweiten Villmergerkriegs (Toggenburgerkrieg) wurden im Jahre 1712 verschiedene Kulturgüter aus der Stiftsbibliothek St. Gallen unter anderem nach Zürich verbracht. Nach Abschluss des Friedensvertrags von Baden im Jahre 1718 veranlasste Zürich zwei Jahre später die Rückgabe eines grossen Teils dieser Kulturgüter an die Fürstabtei St. Gallen. Bei den in Zürich verbliebenen Kulturgütern handelt es sich um rund 100 Handschriften, gedruckte Werke, Gemälde, astronomische Geräte sowie einen Erd- und Himmelsglobus, den sogenannten St. Galler Globus. Im Besitz der Zentralbibliothek Zürich, sind diese Objekte zum Teil im Schweizerischen Landesmuseum ausgestellt.
Aus dem Umstand, dass der Kanton Zürich nicht alle im Kloster St. Gallen geraubten Gegenstände zurückerstattet hatte, ergab sich ab 1996 der sogenannte «Kulturgüterstreit» zwischen den Kantonen Zürich und St. Gallen. Der Kanton St. Gallen verlangte von Zürich die Rückgabe der Gegenstände (Kulturgutschutz), willigte jedoch 2002 in ein Vermittlungsverfahren durch den schweizerischen Bundesrat ein. Am 27. August 2004 wurde ein Verfahren zur Lösung des Konfliktes festgelegt.

## Beilegung des Kulturgüterstreits

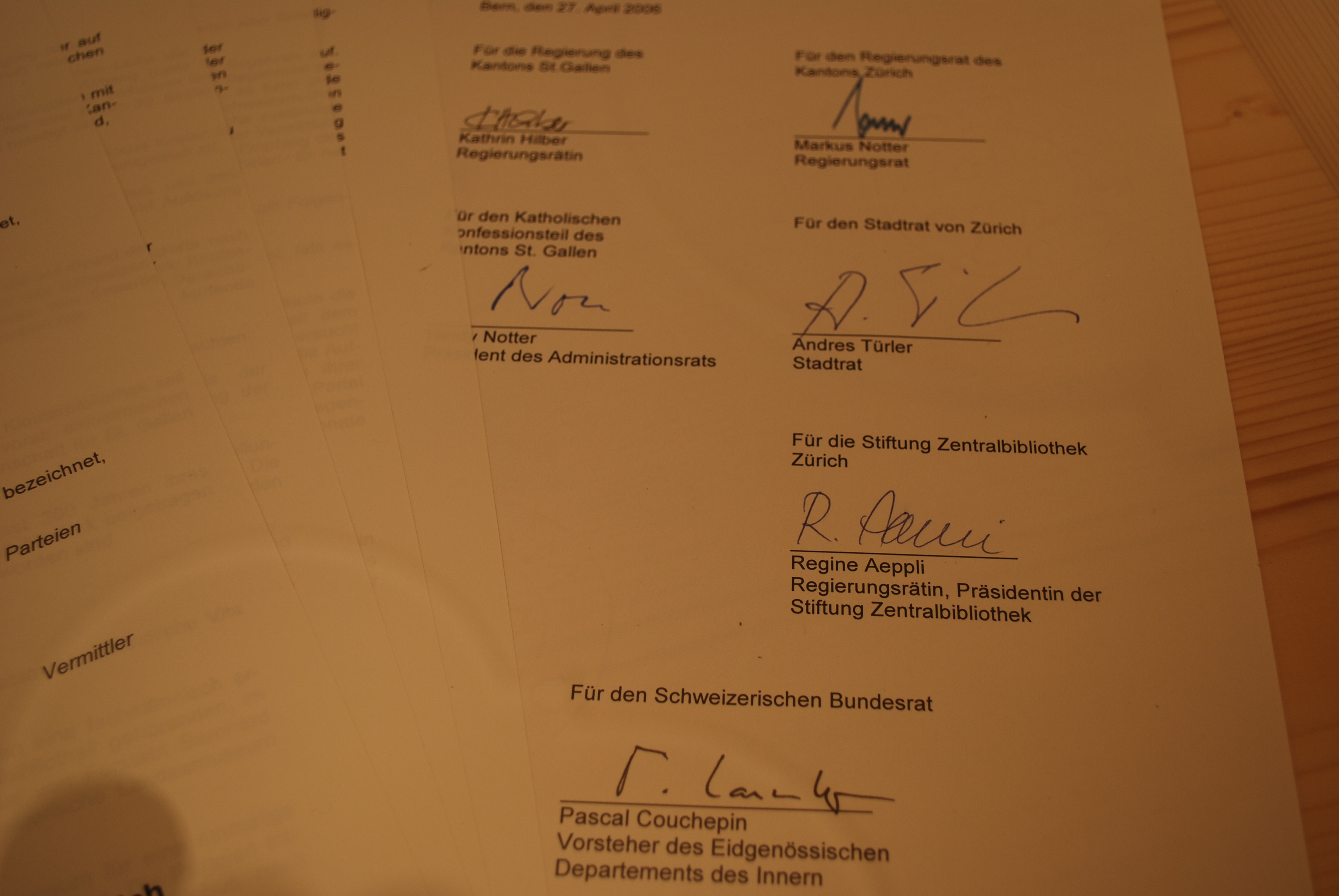
Unterschriften unter dem Vertrag, der das Ende des Kulturgüterstreits zwischen Zürich und St. Gallen besiegelt: Kathrin Hilber, Regierungspräsidentin des Kantons St. Gallen; Markus Notter, Regierungsrat des Kantons Zürich; Hardy Notter, Präsident des katholischen Administrationsrates; Andreas Türler, Zürcher Stadtrat; Regine Aeppli, Regierungsrätin und Präsidentin der Zentralbibliothek Zürich sowie Pascal Couchepin, Bundesrat

Gestützt auf die Vorschläge eines vermittelnden Gremiums der Bundesbehörden haben die zuständigen politischen Behörden beider Kantone und der Stadt Zürich sowie die Stiftsbibliothek St. Gallen und die Stiftung Zentralbibliothek Zürich am 6. März 2006 eine grundsätzliche Einigung getroffen. Diese wurde von den zuständigen politischen Organen und Behörden am 27. April 2006 unterzeichnet.
Die Vereinbarung sieht vor: St. Gallen anerkennt die Besitzansprüche Zürichs an den Kulturgütern, Zürich andererseits die «Identitätsrelevanz der fraglichen Kulturgüter» und überlässt St Gallen, auf unbestimmte Zeit und als unentgeltliche Leihgabe, 35 respektive 40 wertvolle Handschriften, die der Zentralbibliothek gehören. Eine Änderung oder Auflösung der Übereinkunft wäre erstmals nach 38 Jahren möglich. Der Kanton Zürich schenkt St. Gallen zudem die «Vita vetustissima Sancti Galli» aus dem Besitz des Staatsarchivs des Kantons Zürich. Für den St. Galler Globus bedeutete dies, dass das Original weiterhin im Besitz der Zentralbibliothek in Zürich verbleibt und im Landesmuseum zu besichtigen ist. Der Kanton Zürich hat als Gegenleistung eine originalgetreue Kopie erstellen lassen: Die in rund 7000 Arbeitsstunden und mit einem Kostenaufwand von 860'000 Schweizer Franken erstellte Replik wurde am 21. August 2009, im Beisein von Bundesrat Pascal Couchepin und Vertretern der beiden Kantone, in St. Gallen übergeben.
Die Handschriften wurden am 25. September 2006 der Stiftsbibliothek St. Gallen übergeben. Diese erstellte von allen ausgeliehenen Handschriften hochwertige digitale Aufnahmen für die Stiftung Zentralbibliothek Zürich. Die Leihbedingungen wurden in einer gemeinsam ausgearbeiteten Vereinbarung geregelt. Die Auswahl der ausgeliehenen Kulturgüter erfolgte im Rahmen des Leitkriteriums der Identitätsrelevanz für St. Gallen, d. h. die Handschriften sind eigenständige geistige und künstlerische Leistungen von St. Galler Mönchen aus Mittelalter und früher Neuzeit, liturgische Handschriften mit spezifisch sanktgallischem Heiligenkalender und sanktgallischer Gottesdienstordnung sowie die ältesten in St. Gallen geschriebenen oder kopierten Texte.
Die Vermittlung des Bundes im Kulturgüterstreit zwischen St. Gallen und Zürich ist eine erstmalige Anwendung von Artikel 44 Absatz 3 der revidierten Bundesverfassung vom 18. April 1999. Der erfolgreiche Abschluss wurde mit einem gemeinsamen Mahl, einer Neuauflage der Kappeler Milchsuppe, offiziell in Bern unter Anwesenheit von Bundesrat Pascal Couchepin gefeiert.

## Klosterschatz der Prämonstratenserabtei Rüti (ZH)
Wenn auch der Konflikt um die im Verlauf des Toggenburgerkriegs geraubten Kulturgüter aus dem Stift St. Gallen nach 300 Jahren beigelegt ist, bleibt eine beinahe fünfhundert Jahre alte Meinungsdifferenz zwischen der Zürcher Gemeinde Rüti ZH und der St. Galler Stadt Rapperswil-Jona derzeit ein Politikum, das die Beteiligten eher mit Humor denn im Streit zu lösen versuchen.

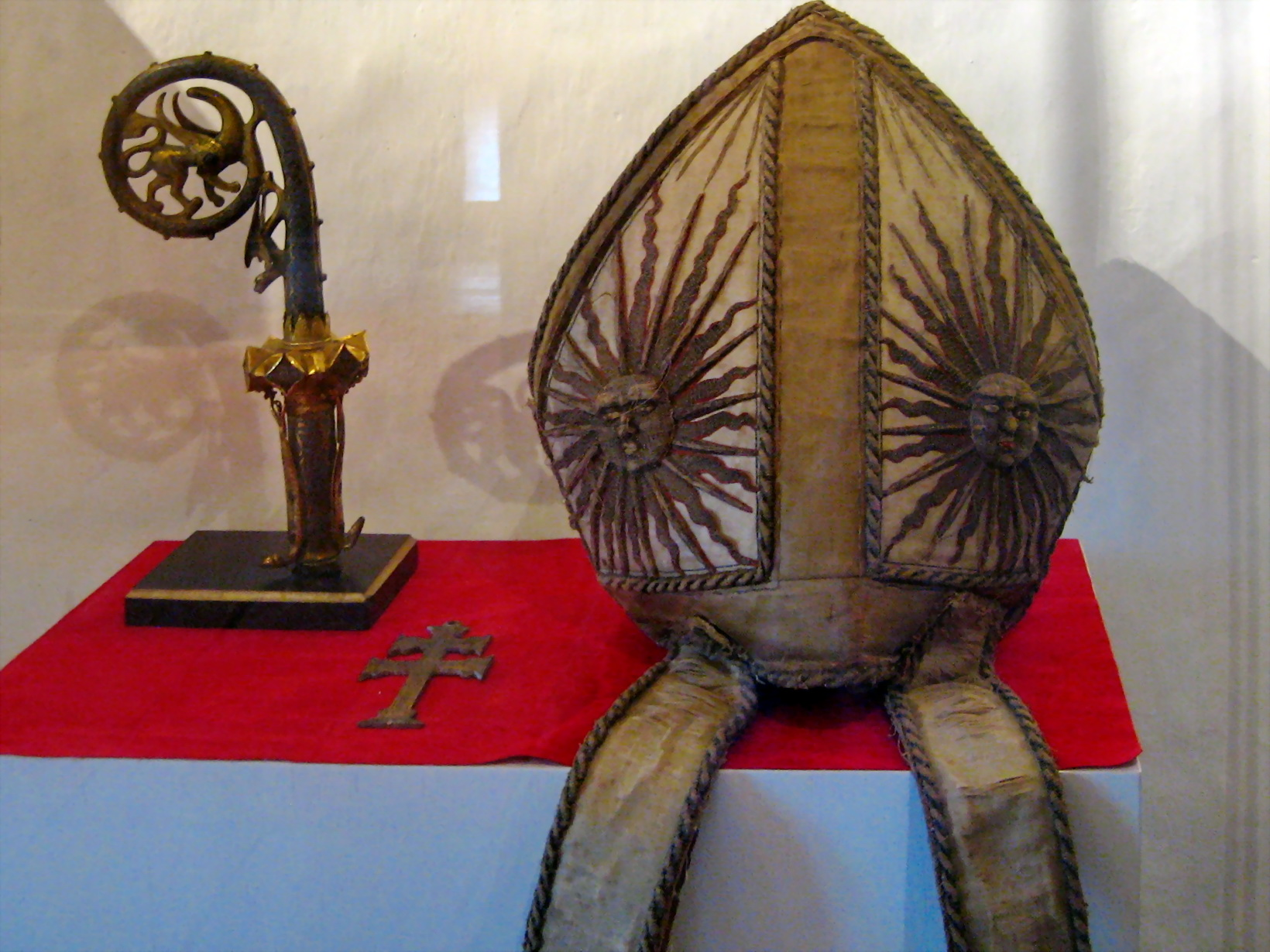
Krummstab und Mitra aus dem Klosterschatz Rüti

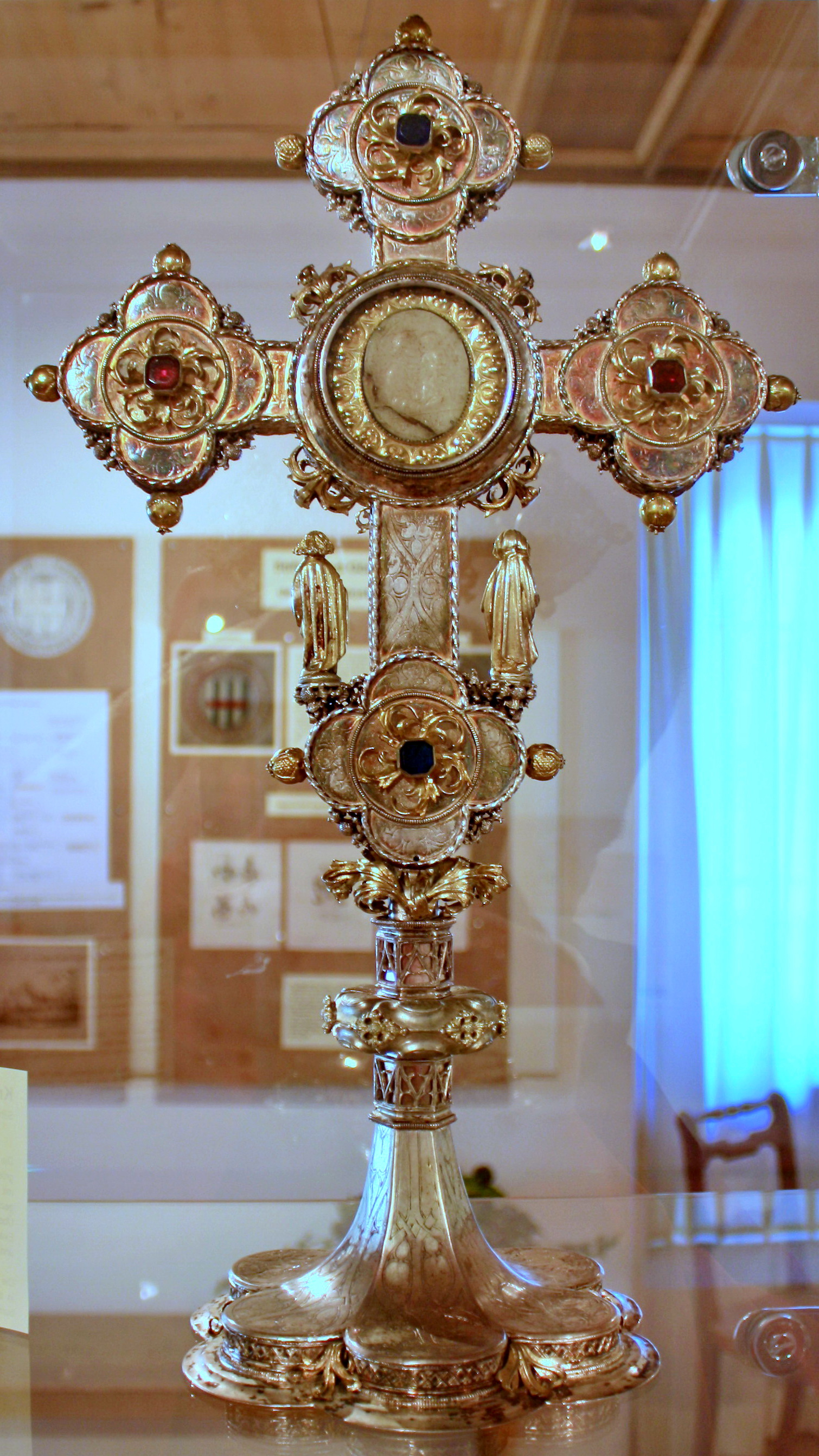
Kreuzpartikelmonstranz aus dem Klosterschatz der ehemaligen Prämonstratenserabtei Rüti

Der letzte Abt des Klosters Rüti, Felix Klauser, flüchtete am 21. April 1525 vor den Zürcher Reformatoren ins benachbarte katholische Rapperswil. Im Reisegepäck des Abts befand sich der Klosterschatz – unter anderem seine Mitra, der Krummstab, eine Kreuzpartikel-Monstranz, Schriften aus der im Bildersturm geplünderten Klosterbibliothek und Pontifikalinsignien – die seither im Besitz der Ortsgemeinde Rapperswil und der katholischen Kirchgemeinde verblieben sind. Nach Klausers Tod um das Jahr 1530 hätten die sakralen Gegenstände eigentlich an das Kloster Rüti zurückfallen müssen, obwohl auch Rapperswil den rechtmässigen Besitz nachzuweisen vermag: 1561 soll der Klosterschatz durch den letzten Rütner Konventualen, Sebastian Hegner, testamentarisch der Pfarrkirche Rapperswil vermacht worden sein. Weil zudem das Kloster am 17. Juni 1525 säkularisiert worden war, sahen die überzeugten Rapperswiler Katholiken keine Veranlassung, die ihnen anvertrauten Schätze an den Stadtstaat Zürich zu übergeben.
Anlässlich der 1200-Jahr-Feier von Rüti erbat der Gemeindepräsident im Sinne einer Freundschaftsgeste die Rückgabe des Klosterschatzes. Sein Amtskollege in Rapperswil nahm die Anfrage zwar mit Wohlwollen auf, verwies ihn aber an die Ortsgemeinde und die katholische Kirchgemeinde als rechtmässige Besitzer der Kulturgüter sowie an das Stadtmuseum Rapperswil, wo ein Teil der Gegenstände aufbewahrt wird. Nachdem der Gemeindepräsident von Rüti auf schriftliche Rechtsansprüche hingewiesen wurde, kam der ehemalige Zürcher Stadtarchivar nach ausgiebigem Quellenstudium zum Fazit, dass das Kloster Rüti formaljuristisch nie aufgehoben, sondern lediglich «der Reformation preisgegeben» worden sei – womit in Rüti zumindest theoretisch weiterhin ein Kloster mit Rechtsansprüchen existiert. Wie St. Gallen, das sich mit der Replik des Himmelsglobus' zufriedengab, wollte der Gemeindepräsident von Rüti diesem Beispiel folgen und sich ebenfalls mit Kopien der Sakralgegenstände begnügen oder gegebenenfalls die Übergabe der Originale «im Rahmen einer feierlichen Prozession von Rapperswil nach Rüti» einverlangen. Wenn auch noch nicht als definitive Einigung, wurde der Rütner Klosterschatz vom 26. September 2009 bis Jahresende im Amthaus Rüti im Rahmen der Ausstellung «Exil – erstmals Heimaturlaub» als Leihgabe ausgestellt.

## Fussnoten
1. ↑  Berner Milchsuppe für Zürich und St. Gallen, NZZ 16. November 2003
2. 1 2 3  EDI, Presseerklärung vom 27. April 2006: Kulturgüterstreit St. Gallen – Zürich: Erfolgreicher Abschluss der Vermittlung des Bundes, abgerufen am 29. November 2017
3. ↑  St. Galler Tagblatt vom 20. Januar 2009: Mit Dürerpalette und Computer, abgerufen am 18. Februar 2009
4. ↑  20 Minuten online vom 21. August 2009: Vor 297 Jahren geraubt – heute «zurückgegeben», abgerufen am 21. August 2009
5. ↑  https://web.archive.org/web/20071020152931/http://www.stibi.ch/site/content.asp?typ=Bibliothek&category=03%24Best%E4nde&subcategory=02%24Handschriften+aus+Z%FCrich&lang=DE
6. ↑  Andrea F. G. Raschèr und Markus Bucheli, Kap. 6 Rz. 469. In: Peter Mosimann/Marc-André Renold/Andrea F. G. Raschèr (Hrsg.): Kultur Kunst Recht: schweizerisches und internationales Recht. 2. stark erweiterte Auflage Helbing Lichtenhahn Verlag, Basel 2020.
7. ↑  NZZ Online vom 17. Januar 2008: Abt Klausers Vermächtnis sorgt für Verstimmung, abgerufen am 21. März 2008
8. ↑  Zürcher Oberländer vom 15. Januar 2008: Der Klosterschatz soll endlich nach Rüti zurück, abgerufen am 14. November 2008
9. ↑  Website der Gemeinde Rüti: Chronik/Ortsmuseum, abgerufen am 8. Dezember 2009